# Dolgo Brdo, Litija
Dolgo Brdo je naselje v Občini Litija.